# 松村雄太
松村 雄太（まつむら ゆうた、1989年9月29日 - ）は、日本の元カーリング選手。北海道コンサドーレ札幌カーリングチームの創設メンバーとして2018年から2022年3月までスキップとしてプレー、2019年から2021年の日本カーリング選手権では3連覇を成し遂げた。長野大学環境ツーリズム学部卒業。

## 人物
中部電力カーリング部所属の松村千秋は妹。
また、ロコ・ソラーレ所属の吉田知那美と吉田夕梨花は妻の妹に当たる。

## 経歴
2012年
6月に阿部晋也、佐藤浩、竹田直将と共に札幌でカーリングチーム「4REAL」を設立。
2015年
世界カーリング選手権に日本代表チームのリザーブとして出場し、6位入賞。
2018年
北海道コンサドーレ札幌カーリングチームのスキップとなり、オークヴィル・フォール・クラシックに出場して優勝。日本代表として、2018年パシフィックアジアカーリング選手権大会に出場して優勝した。
2019年
第36回日本カーリング選手権大会優勝、日本代表として2019年世界男子カーリング選手権大会に出場し4位入賞、どうぎんカーリングクラシック2019優勝。
2020年
第37回日本カーリング選手権大会優勝
2021年
第38回日本カーリング選手権大会優勝
第14回日本ミックスダブルスカーリング選手権大会優勝
2022年
北海道コンサドーレ札幌カーリングチームを退団。TM軽井沢に加入
2025年
2025年4月、現役引退を発表。

## チーム

### 4人制男子
| シーズン | スキップ | サード   | セカンド   | リード   | リザーブ | 備考                |
| -------- | -------- | -------- | ---------- | -------- | -------- | ------------------- |
| 2006–07  | 萩原諒   | 清水徹郎 | 坂本優希   | 松村雄太 | 佐藤勇人 | PJCC 2007           |
| 2007–08  | 両角友佑 | 清水徹郎 | 山口剛史   | 両角公佑 | 松村雄太 | PCC 2007            |
| 2007–08  | 坂本優希 | 松村雄太 | 萩原諒     | 佐藤勇人 | 清水徹郎 | JJCC 2007           |
| 2007–08  | 坂本優希 | 松村雄太 | 萩原諒     | 佐藤勇人 | 佐藤恵大 | PJCC 2008           |
| 2007–08  | 柏木寛昭 | 坂本優希 | 松村雄太   | 佐藤恵大 | 中里陽一 | JCC 2008            |
| 2008–09  | 松村勇人 | 南山樹   | 市村 桂樹  | 清水芳郎 | 松村雄太 | JJCC 2008           |
| 2009–10  | 松村雄太 | 佐藤恵大 | 清水芳郎   | 小川紘明 |          | JJCC 2009           |
| 2009–10  | 松村雄太 | 佐藤恵大 | 清水芳郎   | 小川紘明 | 柴谷優策 | PJCC 2010           |
| 2010–11  | 松村雄太 | 清水芳郎 | 土屋佑紀   | 小川紘明 |          | JJCC 2010           |
| 2010–11  | 松村雄太 | 清水芳郎 | 土屋佑紀   | 小川紘明 | 柴谷優策 | PJCC 2011           |
| 2010–11  | 松村雄太 | 佐藤恵大 | 清水芳郎   | 坂本優希 | 佐藤勇人 | JCC 2011            |
| 2012–13  | 阿部晋也 | 佐藤浩   | 竹田直将   | 松村雄太 |          | JCC 2013            |
| 2013–14  | 阿部晋也 | 松村雄太 | 竹田直将   | 佐藤浩   |          | [ 29 ]              |
| 2014–15  | 阿部晋也 | 松村雄太 | 林佑樹     | 佐藤浩   |          | JCC 2014            |
| 2014–15  | 両角友佑 | 山口剛史 | 清水徹郎   | 両角公佑 | 松村雄太 | WMCC 2015           |
| 2015–16  | 阿部晋也 | 松村雄太 | 林佑樹     | 佐藤浩   | 谷田康真 | JCC 2016            |
| 2016–17  | 阿部晋也 | 松村雄太 | 林佑樹     | 佐藤浩   | 谷田康真 | JCC 2017            |
| 2017–18  | 松村雄太 | 谷田康真 | 阿部晋也   | 相田晃輔 | 齊藤太賀 | JCC 2018            |
| 2018–19  | 松村雄太 | 清水徹郎 | 谷田康真   | 阿部晋也 | 相田晃輔 | PACC 2018 WMCC 2019 |
| 2019–20  | 松村雄太 | 清水徹郎 | 谷田康真   | 相田晃輔 | 阿部晋也 | PACC 2019           |
| 2020–21  | 松村雄太 | 清水徹郎 | 谷田康真   | 阿部晋也 | 相田晃輔 | JCC 2021            |
| 2021–22  | 松村雄太 | 清水徹郎 | 谷田康真   | 阿部晋也 | 相田晃輔 | HBCC2021, OQE 2021  |
| 2022–23  | 両角友佑 | 松村雄太 | 宿谷涼太郎 | 両角公佑 | 岩井真幸 | HBCC2022            |
| 2023-24  | 両角友佑 | 松村雄太 | 宿谷涼太郎 | 岩井真幸 |          | JCC 2024            |
| 2024-25  | 両角友佑 | 松村雄太 | 宿谷涼太郎 | 岩井真幸 | 両角公佑 | JCC 2025            |

### ミックスダブルス
| シーズン | 男性     | 女性       | 備考       |
| -------- | -------- | ---------- | ---------- |
| 2016–17  | 松村雄太 | 吉村紗也香 | JMDCC 2017 |
| 2019–20  | 松村雄太 | 吉田夕梨花 | JMDCC 2020 |
| 2020–21  | 松村雄太 | 吉田夕梨花 | WMDCC 2021 |

## 主な成績

### 日本代表
- パシフィックアジアカーリング選手権
  - 2007年 - 4位
  - 2018年 -  金メダル[7]
  - 2019年 -  銀メダル[34]
- 世界男子カーリング選手権
  - 2015年 - 6位 (リザーブ)
  - 2019年 - 4位 (スキップ)[9]
  - 2021年 - 9位 (スキップ)[35]
- 世界ミックスダブルスカーリング選手権
  - 2021年 - 15位[36]

### クラブチーム
- 日本カーリング選手権：優勝3回 (2019年[8]、2020年[11]、2021年[12])
- オークヴィル・フォール・クラシック（英語版）：優勝 (2018年[6])
- どうぎんカーリングクラシック：優勝 (2019年[10]・2021年[37][38])

### ミックスダブルスカーリング
- 日本ミックスダブルスカーリング選手権大会：優勝1回（2021年[13]）

### ワールドカーリングツアー

#### グランドスラム
ワールドカーリングツアーにおける最高峰の大会シリーズであるグランドスラムの成績。
| 略語の説明 | 略語の説明         |
| ---------- | ------------------ |
| C          | 優勝               |
| F          | 準優勝             |
| SF         | ベスト4            |
| QF         | ベスト6・ベスト8   |
| R16        | ベスト16           |
| Q          | 予選敗退           |
| T2         | ティア2（2部）出場 |
| DNP        | 大会不参加         |
| N/A        | 開催せず           |

| 大会 / シーズン      | 2018–19 | 2019–20 | 2020–21 | 2021–22 | 通算成績 |
| -------------------- | ------- | ------- | ------- | ------- | -------- |
| マスターズ           | DNP     | DNP     | N/A     | QF      | 3-3      |
| ナショナル           | DNP     | Q       | N/A     | DNP     | 1-3      |
| チャンピオンズカップ | Q       | N/A     | DNP     |         | 1-3      |
| 勝–負                | 1-3     | 1-3     | 0-0     | 3-3     | 5-9      |